# 大城市
大城市指规模较大的城市，对应于小城市或中小城市，其定义因国家而异。

## 中华人民共和国
根据中华人民共和国国务院于2014年11月发布的《关于调整城市规模划分标准的通知》，城区常住人口 100万以上500万以下的城市为大城市，其中300万以上500万以下的城市为Ⅰ型大城市，100万以上300万以下的城市为Ⅱ型大城市。

### 旧标准
2008年以前，根据《城市规划法》，在中国大陆，市辖区非农业户籍人口或城镇常住人口超过100万的城市为特大城市（其中超过200万的为超大城市），50—100万为大城市，20—50万为中等城市，10—20万为小城市，不满10万的为城镇。但由于《城市规划法》已经于2008年1月1日废止，该标准也失去了法律依据。根据此标准，截止2010年底，中国大陆有95个大城市，而1978年时有27个。按这个标准所划定的大城市并不一定与人们生活中对大城市的判断一致。